# Internationaux de Strasbourg 1989
L'Internationaux de Strasbourg 1989 è stato un torneo di tennis giocato sulla terra rossa.
È stata la 3ª edizione del Internationaux de Strasbourg, che fa parte della categoria Tier V nell'ambito del WTA Tour 1989. Si è giocato a Strasburgo in Francia, dal 22 al 28 maggio 1989.

## Campionesse

### Singolare
Jana Novotná ha battuto in finale  Patricia Tarabini con il punteggio di 6–1, 6–2

### Doppio
Mercedes Paz /  Judith Wiesner hanno battuto in finale  Lise Gregory /  Gretchen Magers con il punteggio di 6–3, 6–3